# Imbrasia gabunica
Imbrasia gabunica är en fjärilsart som beskrevs av Pierre Claude Rougeot 1971. Imbrasia gabunica ingår i släktet Imbrasia och familjen påfågelsspinnare. Inga underarter finns listade i Catalogue of Life.